# غلاديشية صينية
غلاديشية صينية (الاسم العلمي: Gleditsia sinensis) هي نوع نباتي يتبع جنس الغلاديشية من فصيلة البقولية.